# Oldřich Chudoba
Oldřich Chudoba (1923 – ?) byl český fotbalista, který nastupoval jako obránce, záložník a útočník. Převážně hrál ve středu pole.

## Hráčská kariéra
V československé lize nastoupil za České Budějovice a Teplice v 65 zápasech a vstřelil 5 prvoligových branek. Všechny prvoligové góly za Teplice dal v jediném utkání (hattrick), hrál zde také ve II. lize.

### Prvoligová bilance
| Ročník             | Zápasy | Góly | Minuty | Klub                   |
| ------------------ | ------ | ---- | ------ | ---------------------- |
| I. liga 1947/48    | 18     | 2    | 1 620  | SK České Budějovice    |
| I. liga 1949       | 9      | 0    | 810    | JTO Sokol Teplice      |
| I. liga 1950       | 19     | 3    | 1 710  | ZSJ Technomat Teplice  |
| I. liga 1951       | 5      | 0    | –      | ZSJ Vodotechna Teplice |
| I. liga 1952       | 14     | 0    | –      | ZSJ Ingstav Teplice    |
| CELKEM I. ČS. LIGA | 65     | 5    | –      |                        |